# Университет Тромсё

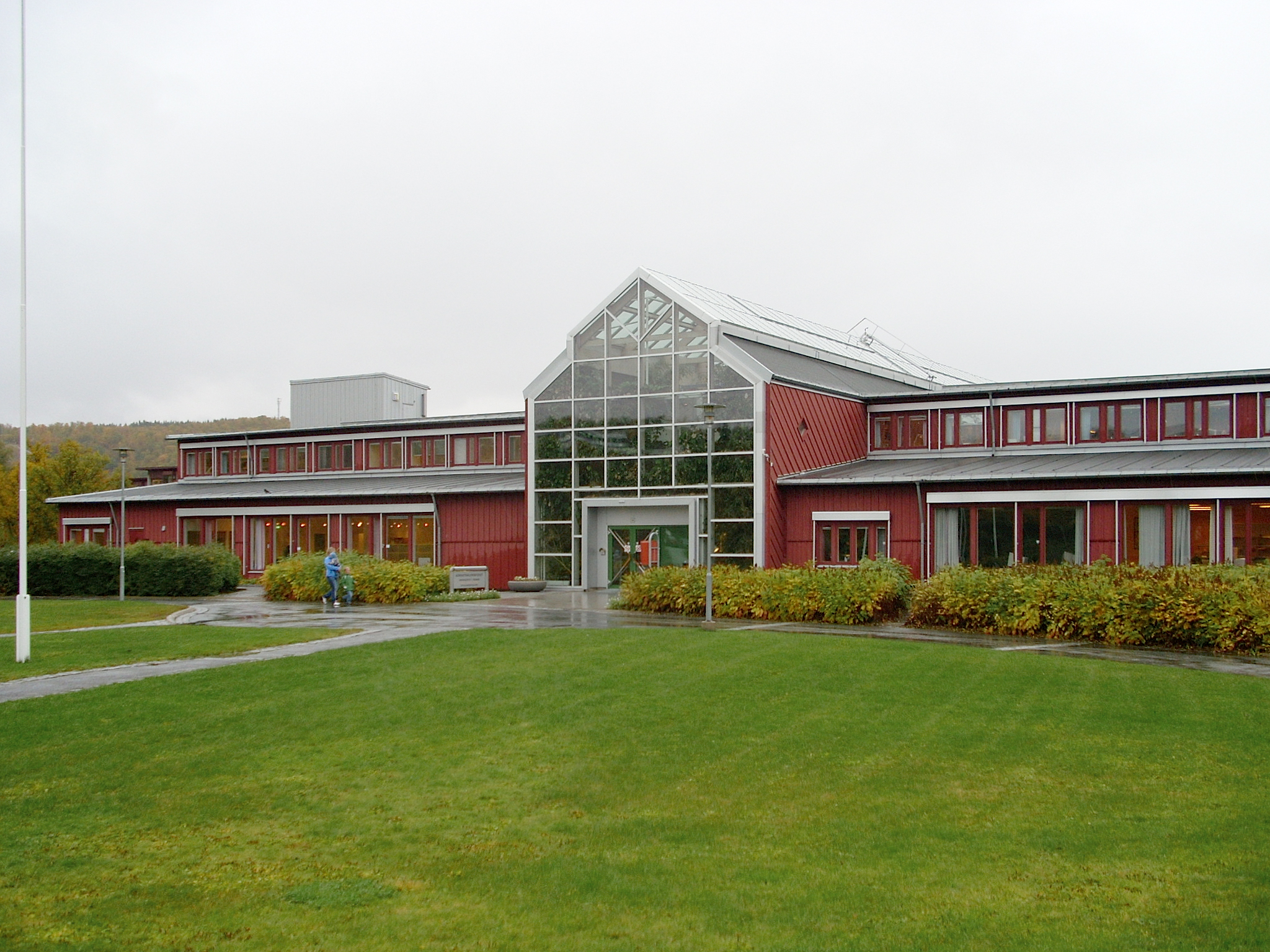
Здание центральной администрации

Университет Тро́мсё — Арктический университет Норвегии (норв. Universitetet i Tromsø – Norges arktiske universitet, сокращенно UiT (ранее UiTø), сев.-саамск. Romssa universitehta) — один из десяти университетов Норвегии. Расположен в городе Тромсё. Представители университета также принимают участие в работе Университетского центра на Шпицбергене (UNIS).

## История
Решение о создании университета принято в 1968 году, а в 1972 году университет был торжественно открыт королём Норвегии Улафом V. В первые годы здания университета находились в центре города, однако в настоящее время большинство зданий университета сосредоточено в кампусе Брейвика к северу от центра Тромсё.

## Структура
В состав университета входят шесть факультетов:
1. гуманитарных наук, социальных наук и образования
2. биологических наук, рыболовства и экономики
3. инженерных наук и технологии,
4. математическо-естественный факультет,
5. юридический факультет,
6. медицинский факультет,

Норвежская высшая школа рыбной промышленности (норв. Norges Fiskerihøgskole) также является факультетом университета, хотя и обладает значительной автономией. Преподавание медицинских предметов осуществляется на основе Университетского госпиталя Северной Норвегии (норв. Universitetssykehuset Nord-Norge, UNN), часть зданий которого расположена в непосредственной близости от университета.
В рамках университета также действует ряд научных центров, таких как Центр саамских исследований, Центр полярных исследований имени Амундсена, Центр исследований в области окружающей среды и развития, Центр углубленных исследований в области теоретической лингвистики (CASTL), Астрофизическая обсерватория Шиботн и др.

## Преподаватели и выпускники
- Джеймс Льюис